# Роклум
Роклум (нім. Roklum) — громада в Німеччині, розташована в землі Нижня Саксонія. Входить до складу району Вольфенбюттель. Складова частина об'єднання громад Ельм-Ассе.
Площа — 8,34 км2. Населення становить 436 ос. (станом на 31 грудня 2021).